# Újpest FC
Újpest Football Club er en ungarsk fodboldklub fra Újpest-distriktet i landets hovedstad Budapest. Klubben spiller sine hjemmekampe på Szusza Ferenc Stadion med plads til 13.501 tilskuere. Újpest FC blev stiftet i 1885, og er med sine 20 nationale mesterskabs-titler og otte pokaltitler én af landets mest vindende og længst eksisterende. 
Klubben er en del af sportssammenslutningen Újpesti TE.

## Historie
Újpest blev grundlagt 16. juni 1885 af skolelærer János Goll under navnet Újpesti Torna Egylet. Klubfarverne blev lilla og hvid, og disse har præget klubbens trøjer siden.

### Navneændringer
- 1885: Újpesti TE (Újpesti Torna Egylet)
- 1926: Újpest FC (Újpest Football Club) (pga. introduktionen af professionel fodbold)
- 1945: Újpesti TE
- 1950: Bp. Dózsa SE (Budapesti Dózsa Sport Egyesület)
- 1956: Újpesti TE (pga. opstanden i Ungarn)
- 1957: Ú. Dózsa SC (Újpesti Dózsa Sport Club)
- 1991: Újpesti TE
- 1998: Újpest FC

## Resultater

### Nationalt
- Nemzeti Bajnokság I: 
  - Vinder (20): 1929–30, 1930–31, 1932–33, 1934–35, 1938–39, 1945 forår, 1945–46, 1946–47, 1959–60, 1969, 1970 forår, 1970–71, 1971–72, 1972–73, 1973–74, 1974–75, 1977–78, 1978–79, 1989–90, 1997–98
  - 2. plads (21): 1920–21, 1922–23, 1926–27, 1931–32, 1933–34, 1935–36, 1937–38, 1940–41, 1941–42, 1960–61, 1961–62, 1967, 1968, 1976–77, 1979–80, 1986–87, 1994–95, 1996–97, 2003–04, 2005–06, 2008–09
  - 3. plads (18): 1916–17, 1918–19, 1921–22, 1923–24, 1927–28, 1928–29, 1936–37, 1939–40, 1950 efterår, 1951, 1952, 1957 forår, 1962–63, 1965, 1975–76, 1987–88, 1995–96, 1998–99

- Nemzeti Bajnokság II:
  - Vinder (2): 1904, 1911–12
  - 2. plads (1): 1903
  - 3. plads (1): 1901

- Pokalturnering (Magyar Kupa):
  - Vinder (8): 1969, 1970, 1975, 1982, 1983, 1987, 1992, 2002
  - Finalist (6): 1922, 1923, 1925, 1927, 1933, 1998

- Super Cup (Szuperkupa): 
  - Vinder (2): 1992, 2002

### Internationalt
- Mitropa Cup:
  - Vinder (2): 1929, 1939
  - Finalist (1): 1967

- Coupe des Nations 1930: 
  - Vinder (1): mod Slavia Prag 3–0

- Inter-Cities Fairs Cup:
  - Finalist (1): 1968–69 mod Newcastle United 0–3 og 2–3

- European Cup of Champions:
  - Semi-Finalist (1): 1973–74 mod Bayern München 1–1 og 0–3

- UEFA Cup Winners' Cup:
  - Semi-Finalist (1): 1961–62 mod Fiorentina 0–1 og 0–2